# Universitat de Harderwijk
La Universitat d'Harderwijk és el nom d'una antiga universitat de les Províncies Unides. Va ser fundada a Harderwijk el 1648 i tancada el 1811.
Molts estudiants freqüentaven la universitat a causa del fet que era relativament senzill obtenir el seu doctorat (Linné, per exemple, no va residir més d'una setmana) i perquè els drets d'inscripció eren baixos. Es va desenvolupar el costum que els estudiants rics anaven a fer els seus estudis a la Universitat de Leiden, mentre que els que no es podien permetre això es conformaven amb una estada a Harderwijk.
Les disciplines ensenyades a la Universitat d'Harderwijk eren teologia, dret, medicina i arts liberals.

## Estudiants cèlebres
- Jacob Roggeveen, explorador neerlandès (1690)
- Herman Boerhaave, botànic, metge i humanista neerlandès (1693)
- Carl von Linné, naturalista suec (1735)
- Hermann Wilhelm Daendels, revolucionari neerlandès i general de Napoléon (1783)
- Anthony Christiaan Winand Staring, poeta neerlandès (1787)
- Caspar Georg Carl Reinwardt, naturalista neerlandès (1801)